# L'amant magnifique
L'amant magnifique è un film del 1986 diretto da Aline Issermann.
È andato in onda sul canale digitale terrestre Cielo spesso in replica e in lingua italiana.

## Distribuzione
In Francia è uscito in DVD il 31 agosto 2017 distribuito dallo studio LCJ Editions.

### Data di uscita
Il film è uscito l'11 giugno 1986 in Francia e il 25 novembre 1988 nella Corea del Sud.

### Altri titoli
- Ungheria: Varázslatos szerető
- Portogallo: O amante magnífico